# Черногърбо каменарче
Черногърбото каменарче (Oenanthe pleschanka ) е птица от семейство Мухоловкови (Muscicapidae).

## Физически характеристики
На дължина достигат до 14 – 16,5 cm. Има изразен полов диморфизъм.

## Разпространение
Среща се и в България само в района на северното черноморие. Предпочита пустинни области с малко растителност като в района на Калиакра. Зимува в източна Африка.

## Размножаване
Гнезди в процеп в скалите, дупка в земята или под голям камък.